# Рамадхани, Самсон
Самсон Рамадхани Нийони — танзанийский легкоатлет, специализируется в марафоне. На олимпийских играх 2012 года занял 66-е место. Победитель Игр Содружества 2006 года. На Олимпиаде в Пекине занял 55-е место.
Победитель марафона озера Бива 2007 года с результатом 2:10.43.
Личный рекорд в марафоне — 2:08.01.
В 2013 году на международных соревнованиях не выступал.